# Toxomerus dispar
Toxomerus dispar är en tvåvingeart som först beskrevs av Fabricius 1794.  Toxomerus dispar ingår i släktet Toxomerus och familjen blomflugor. Inga underarter finns listade i Catalogue of Life.